# Фердинанд Фош
Фердинанд Фош (фр. Ferdinand Foch) (2 жовтня 1851, Тарб, департамент Верхні Піренеї, Франція — 20 березня 1929, Париж, Франція) — французький військовик, маршал Франції (з 1918). Учасник франко-прусської війни. Під час І Світової війни командир корпусу, начальник Генерального штабу (1917), голова Військового комітету союзників (1918), голова вищої Військової Ради, фельдмаршал армії (1919), маршал Польщі (1923).

## Життєпис
Народився в сім'ї чиновника в місті Тарб, департамент Верхні Піренеї. Він відвідував школу в місті Тарб і навчався в єзуїтському коледжі міста Сент-Етьєн.
У 1870 призваний в піхотний полк. Після Франко-прусської війни вирішив продовжити військову кар'єру. У 1871 вступив у Вищу Політехнічну школу. Її він хоча і не закінчив, але через брак молодших офіцерів в армії в 1873 отримав звання лейтенанта в 24-му артилерійському полку.
У 1887 закінчив Академію Генштабу, потім викладав там спільну стратегію з 1890, а в 1895 став професором. У цей час Фош займався вивченням наполеонівської тактики і її застосуванням у сучасних умовах.
У 1903 отримав звання полковника і зайняв посаду командувача 35 артилерійським полком.
8 жовтня 1908 очолив Академію Генштабу. Займався дослідженнями в області військової історії та тактики.
У 1910 брав участь у військових маневрах російської армії. У 1911—1913 змінив декілька посад і звань, поки не став командиром 20 армійського корпусу, розквартированого в Нансі і був частиною другої армії.
Член Французької академії (1918).

## Перша світова війна
На початку Першої світової війни в серпні XX армійський корпус під командуванням Фоша брав участь у Прикордонній битві і Лотарінгській операції. З кінця серпня він командував армійською групою, що складалася з кількох корпусів і дивізій. 4 вересня ця група була перетворена в 9-ту армію, яка брала участь у битві на Марні.
У 1915 очолив групу армій «Північ».
У травні 1917 призначений начальником Генерального штабу, 3 квітня 1918 став верховним головнокомандуючим союзними військами. Відіграв значну роль у перемозі союзників над коаліцією центральних держав.
11 листопада 1918 у своєму залізничному вагоні Фош підписав Комп'єнське перемир'я, що завершило Першу світову війну.

## Післявоєнний час
Андрей Шептицький мав з ним перемовини стосовно долі Галичини на початку 1920-х.
У повоєнні роки брав участь в організації військової інтервенції в Радянську Росію. Автор військово-теоретичних праць і мемуарів.

## Пам'ять
На честь маршала були названі два кораблі ВМС Франції — крейсер і авіаносець.
У Парижі Фошу встановлено пам'ятник.
На честь маршала названа важка протитанкова САУ на базі важкого танка AMX 50.
У 1930-х на честь маршала була перейменована Французька вулиця в Рівному.
На честь маршала названий технічний сорт винограду французької селекції Маршал Фош.

## Військові звання
- Маршал Франції (6 серпня 1918)
- Британський Фельдмаршал (19 липня 1919)
- Маршал Польщі (13 квітня 1923)

## Нагороди
- Кавалер Великого хреста ордена Почесного легіону (8 жовтня 1915 року)
- Великий офіцер ордена Почесного легіону (18 вересня 1914 року)
- Командор ордена Почесного легіону (31 грудня 1913 року)
- Офіцер ордена Почесного легіону (11 липня 1908 року)
- Кавалер ордена Почесного легіону (9 липня 1892 року)
- Військова медаль (21 грудня 1916 року)
- Військовий хрест 1914—1918
- Пам'ятна медаль Війни 1870—1871
- Орден Святого Георгія IV ступеня (Російська імперія, 4 травня 1916 року) [1]
- Орден Святого Георгія II ступеня (Російська імперія, грудень 1916 року)
- Кавалер Великого хреста ордена Леопольда I (Бельгія)
- Кавалер Великого хреста ордена Алауітського трону (Марокко)
- Кавалер Великого хреста ордена Virtuti Militari (Польща, 15 квітня 1923 року)
- Кавалер ордена Білого орла (Польща, 15 квітня 1923 року)
- Кавалер Великого хреста ордена Бані (Велика Британія)
- Почесний кавалер ордена Заслуг (Велика Британія) [2]
- Медаль Армії США «За видатні заслуги»

## Цікаві факти
- Стала знаменитою фраза з телеграми Фоша генералу Жоффре під час 1-ї битви на Марні (1914): «Мій центр здає, правий фланг відступає, становище чудове. Я атакую».
- У міжвоєнний час у Львові на честь Фоша назвали Алею Фоша (сучасна вулиця Чернівецька), яка веде до головного залізничного вокзалу.

## Твори
- Les principes de la guerre (1903)
- La conduite de la guerre (1904). У перекладі на російську: Про ведення війни / пер. з франц., 2 изд. — М., 1937;
- Спогади (Війна 1914—1918 рр.), Пров. з франц. — М., 1939.